# Tina Cousins
Tina Patricia Cousins (Leigh-on-Sea, 20 aprile 1974) è una cantante britannica.

## Discografia

### Album
- 1999 - Killing Time
- 2005 - Mastermind

### Singoli
- 1997 - Killin' Time
- 1997 - Angel
- 1998 - Mysterious Times (con Sash!)
- 1998 - Pray
- 1999 - Forever
- 2000 - Just Around the Hill (con Sash!)
- 2000 - Nothing to Fear
- 2005 - Hymn
- 2005 - Wonderful Life
- 2005 - Come to Me
- 2006 - Pretty Young Thing/All You Need Is Love
- 2007 - Curious (con 4 Strings)
- 2009 - Hymn (con Bellatrax)
- 2010 - Sex on Fire
- 2012 - When Tomorrow Comes